# Viggo Brøndal
Rasmus Viggo Brøndal, född den 13 oktober 1887, död den 14 december 1942, var en dansk filolog och professor i romanska språk och litteratur vid Köpenhamns universitet från 1928.
Brøndal var i Skandinavien en av föregångsmännen för en strukturellt inriktad lingvistik. Hans viktigaste arbeten är Morfologi og syntax (1932) och Praepositionernes theori (1940).
Han var också, tillsammans med Louis Hjelmslev, en av grundarna av Lingvistkretsen eller  Cercle Linguistique de Copenhague.